# Steve McNiven
Pour les articles homonymes, voir McNiven.
Steve McNiven est un dessinateur de comics, né en 1967 et de nationalité canadienne.

## Biographie
Recruté par Crossgen dans le cadre de son programme de formation de nouveaux artistes, il commença par assurer quelques épisodes de remplissages (fill-in) pour permettre aux artistes réguliers de se reposer sur des séries comme Sigil ou Mystic, avant de prendre en charge Meridian à compter du numéro 14.
Après la banqueroute de CrossGen, il fut remarqué par Marvel Comics, qui fit de lui l'un des Young Guns, des talents que la compagnie voulait mettre en avant. Il commença par dessiner les 7 premiers épisodes de la série Marvel Knights 4, consacrée aux Quatre Fantastiques. Ses épisodes furent une telle réussite qu'il fut chargé de la mini-série Ultimate Secret de Warren Ellis, mais, après deux épisodes seulement, il fut transféré sur les New Avengers, dont il assura un arc. Originellement, il devait s'occuper des épisodes d'Ultimate X-Men supervisés par Bryan Singer, mais ceux-ci ayant été retardés, il est le dessinateur de la mini-série évènement Civil War scénarisée par Mark Millar.
Il renouvelle sa collaboration avec Mark Millar dans la mini-série Nemesis depuis mai 2010.

## Publications
(les titres suivis d'un * ont été traduits en français)
- Marvel Knights 4 #1-7 (Marvel, 2004) *
- Meridian #14-17, 19-21, 23 (Crossgen) *
- Mystic #8 (Crossgen) *
- New Avengers #7-10 (Marvel, 2005)
- Sigil  #6 (Crossgen) *
- Ultimate Secret #1-2 (Ultimate Marvel, 2005) *
- Wolverine Old Man Logan #1-8 (Marvel, 2008)
- Les Gardiens de la galaxie #1(Marvel, 2014)

## Prix
- 2007 : Prix Harvey du meilleur numéro pour Civil War n°1 (avec Mark Millar)